# David Rasche
David William Rasche (ur. 7 sierpnia 1944 w Saint Louis) – amerykański aktor.

## Życiorys
Urodził się w Saint Louis w Missouri jako syn ministra i farmera. W 1966 ukończył niepubliczny Elmhurst College w Elmhurst w Illinois. Pochodzący z „długiej linii pastorów ewangelickich i Zjednoczonego Kościoła Chrystusowego”, uczęszczał przez dwa lata do University of Chicago Divinity School, po czym zrezygnował. Uzyskał jednak tytuł magistra z języka angielskiego na University of Chicago. Pracował jako pisarz i nauczyciel, między innymi przez dwa lata uczył języka angielskiego w college’u im. Gustawa II Adolfa w St. Peter w Minnesocie. 
Po ukończeniu studiów przez dwa lata występował w chicagowskiej grupie improwizacyjnej Second City, gdzie ostatecznie zastąpił Johna Belushiego w grupie, w której skład wchodzili także Gilda Radner, Bill Murray i Harold Ramis. Pomógł także sfinansować Victory Gardens Theater w Chicago. W 1974 zagrał w inscenizacji sztuki Davida Mameta Perwersja seksualna w Chicago, wystawianej przez Organic Theater. Występował w produkcjach off-Broadwayowskich, w tym John (1976) i Isadora Duncan śpi z rosyjską marynarką (1977) w trzech rolach jako Iwan Miroski, niemiecki przedsiębiorca i Lenin. W 1977 zadebiutował na Broadwayu w roli Marka w przedstawieniu Michaela Cristofera The Shadow Box. 
W 1994 jako autor sztuki Jackie zdobył nagrodę DramaLogue Award. W 2008 otrzymał nagrodę im. Richarda Seffa za rolę Jewgienija Siergiejewicza Dorna w off-broadwayowskim przedstawieniu Antona Czechowa Mewa.

## Filmografia

### Filmy
- 1978: Niezamężna kobieta jako mężczyzna w barze
- 1979: Manhattan jako aktor telewizyjny nr 3
- 1986: Cobra jako fotograf Dan
- 1989: Niewinny człowiek jako detektyw Mike Parnell
- 1993: Dwadzieścia dolców jako Baker
- 1995: Kochany potwór jako Phillip
- 1997: Ta podstępna miłość jako Alan
- 2002: Boskie sekrety siostrzanego stowarzyszenia Ya-Ya jako Taylor Abbott
- 2003: Nowożeńcy jako Pan McNerney
- 2006: Strażnik jako prezydent John Ballentine
- 2006: Lot 93 jako Donald Freeman Greene
- 2006: Sztandar chwały jako senator
- 2007: Zaginiona jako Doug
- 2008: Tajne przez poufne jako oficer CIA Palmer DeBakey Smith
- 2009: Zapętleni jako Linton Barwick
- 2012: Faceci w czerni III jako Agent X
- 2013: Na śmierć i życie jako Harry Carman
- 2013: Wielkie wesele jako Barry O’Connor

### Seriale
- 1978–1981: Ryan’s Hope jako Wes Leonard
- 1984: Search for Tomorrow jako pułkownik Tom Burns
- 1985: Policjanci z Miami jako surfer
- 1986: Kate i Allie jako Richard Lubin
- 1986–1988: Inspektor Młot (Sledge Hammer!) jako inspektor Sledge Hammer
- 1992: Prawnicy z Miasta Aniołów jako David McCoy
- 1994: Prawo Burke’a jako John Ramsey
- 1995: Prawdziwe potwory jako Friggit (głos)
- 1995: Duckman jako baron Von Dillweed
- 1997: Columbo odc. „Ślad morderstwa” („A Trace of Murder”) jako Patrick Kinsey
- 1998: Byle do przerwy jako Pan E (głos)
- 1998: Ja się zastrzelę jako Michael Tenzer
- 1999: Prezydencki poker jako Carl
- 2000: A teraz Susan jako Evan
- 2001: Kocham tylko ciebie jako dr Bruckner
- 2002: Powrót do Providence jako doktor Croc
- 2003: Zwariowany świat Malcolma jako prawnik
- 2003: Detektyw Monk jako trener Patterson
- 2003: Agent w spódnicy jako Norton Andrews
- 2004: Las Vegas jako Tim Valentine
- 2008: Wszystkie moje dzieci jako Robert Gardner
- 2009: Prawo i porządek jako Joe Delaney
- 2009–2010: Brzydula Betty jako Cal Hartley
- 2011: Daleko jeszcze? jako „Grzmot” Clark
- 2011: Bananowy doktor jako Charles Woodward
- 2011: Znudzony na śmierć jako Bernard
- 2013–2017: Figurantka jako Jim Marwood
- 2014: The Black Box jako Hunter Black
- 2016: Madam Secretary jako ambasador Arlen Maxwell
- 2018–2023: Sukcesja jako Karl Muller